# Реймерс, Георгий Константинович
Георгий Константинович Реймерс (1 [14] июня 1915, Псков — июнь 2005, Брянск) — русский советский писатель-фантаст, по основной профессии — лётчик гражданской авиации.

## Биография
Родился 19 мая (1 июня) 1915 года в Пскове. В 1931 году окончил 7 классов школы в Ленинграде. Затем поступил в ФЗУ механического завода № 7 города Ленинграда, которое окончил в 1933 году по специальности слесаря. До апреля 1934 года работал на механическом заводе № 7, прядильной фабрике «Красная нить» и кожевенном заводе имени Радищева электромонтёром.
В апреле 1934 года по направлению райкома комсомола поступил в Тамбовское лётное училище, которое окончил с отличием в 1937 году и был оставлен работать при училище в должности пилота-инструктора. С 1939 года служил в санитарной авиации в прикаспийских степях.
С началом Великой Отечественной войны был откомандирован в учебную эскадрилью, был пилотом-инструктором и командиром звена. 18 лет проработал в Северо-Кавказском управлении гражданской авиации. Работал пилотом гражданской авиации в Казахстане, Сибири, Средней Азии, налетал более миллиона километров.
В 1959 году был назначен командиром Брянского объединённого авиаотряда. Через год перенёс инфаркт, после чего перешёл на наземную работу начальника штаба авиаотряда и занялся литературным творчеством.
Для укрепления здоровья Г. К. Реймерс разработал оригинальную систему упражнений на основе «Хатха-йоги», позволившую ему прожить ещё 45 лет после инфаркта. Описание этой системы и другие документы личного архива были сданы им в Государственный архив Брянской области, где и хранятся в фонде № Р-2998.
Умер в Брянске в июне 2005 года, через две недели после своего 90-го дня рождения.

## Награды
Награждён орденом Красной Звезды и рядом медалей.

## Литературное творчество
В 1960 году, находясь в больнице после перенесённого инфаркта, Георгий Реймерс начал записывать случаи из своей лётной практики и писать фантастические рассказы.
При поддержке поэта Ильи Андреевича Швеца — одного из организаторов литературного движения на Брянщине — первый рассказ начинающего фантаста — «ЧП в воздухе» — был опубликован в газете «Брянский комсомолец» в ноябре 1961 года. Затем Г. К. Реймерс публиковался в газетах «Брянский рабочий», «Труд» (г. Клинцы), «Советские крылья» и другой периодике.
В 1964 году издательство «Брянский рабочий» выпустило первую книгу его научно-фантастических повестей и рассказов — сборник «Неземной талисман». За ней последовал сборник «Загадка впадины Лао»/«Соната-фантазия» (1965) и самая крупная вещь «Северная корона» (1969) — последняя представляет собой значительно дополненную и расширенную переделку повести «Неземной талисман». Высказывался: «Лично меня, как писателя, привлекает в фантастическом жанре возможность предсказывать события, явления, изобретения… Впрочем, научная фантастика может не только предсказывать события, но и объяснять их…»
В 1970-х годах писатель создал документально-художественную повесть «Внимание! В небе Камозин!», посвящённую подвигам лётчика-аса, дважды Героя Советского Союза П. М. Камозина, с которым был знаком лично.
Написал также автобиографическую дилогию «Пилоты» (1979; 1983), повествующую о жизни пилотов гражданской авиации в предвоенные годы.
В 2001 году выпустил поэтический сборник «Стихи разных лет».

## Публикации

### Газетные
- Реймерс Г. К. ЧП в воздухе: рассказ. — газ. «Брянский комсомолец», 1961. — 24, 27, 29 ноября
- Реймерс Г. К. Первый полет в барханы: рассказ. — газ. «Брянский комсомолец», 1961. — 12, 15, 17 марта
- Реймерс Г. К. Горючий Иван: рассказ. — газ. «Брянский рабочий», 1962. — 8 февраля
- Реймерс Г. К. Лунная соната: рассказ. — газ. «Брянский рабочий», 1962. — 1 июля
- Реймерс Г. К. Серебряный залив: рассказ. — газ. «Труд» (Клинцы, Брянской обл.), 1962. — 20, 24, 26 сентября
- Реймерс Г. К. Воздушные охотники: рассказ. — газ. «Советские крылья», 1962. — 7 ноября
- Реймерс Г. К. Кнопка: рассказ. — газ. «Брянский комсомолец», 1964. — 5, 7, 9 апреля

### Книжные
- Реймерс Г. К. Неземной талисман: повести и рассказы. — Брянск, 1964. — 240 с. — 15 000 экз. (Содержание: Горы хранят тайну; Горючий Иван; Кнопка; Неземной талисман; Последний шаг профессора Вудда; Старая карта)
- Реймерс Г. К. Загадка впадины Лао: фантастические повести / Художник В. Сидоров. — Тула, 1965. — 152 с. — 75 000 экз. (Содержание: Загадка впадины Лао; Соната-фантазия)
- Реймерс Г. К. Северная корона: фантастические повесть / Художник В. Михайлов. — Тула, 1969. — 431 с. — 50 000 экз.
- Реймерс Г. К. Внимание! В небе Камозин! — Тула, 1975. — 256 с.
- Реймерс Г. К. Пилоты: роман. — Тула, 1979. — 254 с.
- Реймерс Г. К. Пилоты: роман, книга 2. [Испытание] / Художник Н. В. Акиншин. — Тула, 1983. — 238 с. — 30 000 экз.
- Реймерс Г. К. Стихи разных лет. — Брянск, 2001. — 65 с. — ISBN 5-88543-087-X.
- Реймерс Г. К. Ахтунг! Внимание! В небе Камозин! (1941—1945 гг.). — Брянск, 2007. — 288 с. — ISBN 978-5-901-964-477.
- Реймерс Г. К. Загадка впадины Лао. — Екатеринбург, 2012. — (Фантастический раритет). — 900 экз.